# Hrsta
Hṛṣṭa (sprich: Hrsch-ta, Sanskrit हृष्ट) ist eine kanadische Band aus Montreal, Québec.
Ihr Stil ist von psychedelischen Elementen geprägt und lässt sich am besten als Post-Rock bezeichnen. Die Band wurde 2000 von Mike Moya, Gründungsmitglied von Godspeed You! Black Emperor, gegründet. Die Mitglieder der Band sind auch in weiteren Projekten der Montrealer Musikszene aktiv. Hṛṣṭa haben bisher drei Alben veröffentlicht und erreichten, besonders durch intensives Touren, auch in Europa einen gewissen Bekanntheitsgrad.

## Diskografie
- 2004: L'Éclat du ciel était insoutenable (LP; Alien8)
- 2005: Stem Stem in Electro (LP; Constellation)
- 2007: Ghosts Will Come and Kiss Our Eyes (LP; Constellation)